# شهرستان دایر (تنسی)
شهرستان دایر، تنسی (به انگلیسی: Dyer County, Tennessee) یک سکونتگاه مسکونی در ایالات متحده آمریکا است که در تنسی واقع شده‌است.

## خصوصیات
شهرستان دایر ۱٬۳۶۴ کیلومترمربع مساحت دارد.